# السبخه
السبخة (به عربی: السبخة) یک منطقهٔ مسکونی در امارات متحده عربی است که در دبی، امارات واقع شده‌است.